# Ligier JS43
A Ligier JS43 egy Formula–1-es versenyautó, amellyel a Ligier csapat versenyzett az 1996-os Formula–1 világbajnokságban. Pilótái Olivier Panis és Pedro Diniz voltak. Ez volt a csapat által versenyeztetett utolsó autó, mielőtt Alain Prost átvette volna, és ezzel szerezte a csapat is történelme utolsó győzelmét és dobogóját.

## Áttekintés
A JS43-as az előző évi JS41-es átdolgozott változata volt, amelyet Frank Dernie tervezett. Az idény elején Tony Dowe és a társtulajdonos Tom Walkinshaw távoztak, mert nézeteltéréseik támadtak a csapattulajdonos Guy Ligier-vel. Ez ágyazott meg annak, hogy végül Alain Prost lett az új tulajdonos.
Mind a kasztni, mind a motor folyamatos fejlődésen ment át egész évben, így viszonylag jól szerepeltek, egyedül a fékekkel volt problémájuk. A szezon csúcspontja a monacói nagydíj volt, ahol a rengeteg kiesőt hozó versenyen (mindösszesen hárman értek célba) Panis megszerezte karrierje első és egyetlen győzelmét, ami az 1981-es kanadai nagydíj óta a Ligier első győzelme is volt. Ezen kívül Panis Brazíliában hatodik, Magyarországon ötödik lett, és ezzel kilencedik lett a világbajnoki összetettben. Diniz csak Spanyolországban és Olaszországban gyűjtött egy-egy pontot, valamint Argentínában egy súlyos balesetet úszott meg, amikor kigyulladt az autója. Eredményeikkel a konstruktőri hatodik helyen zárt a Ligier csapat.
A csapat főszponzora a Gauloises cigarettamárka volt, amelynek logói mindenhol, kivéve ahol a dohányreklámok be voltak tiltva, fent voltak az autókon.

## Eredménylista
(félkövérrel jelölve a pole pozíció; dőlt betűvel a leggyorsabb kör)
| Év   | Csapat | Motor               | Gumik | Pilóták       | 1   | 2   | 3   | 4   | 5   | 6   | 7   | 8   | 9   | 10  | 11  | 12  | 13  | 14  | 15  | 16  | Pontok | Helyezés |
| ---- | ------ | ------------------- | ----- | ------------- | --- | --- | --- | --- | --- | --- | --- | --- | --- | --- | --- | --- | --- | --- | --- | --- | ------ | -------- |
| 1996 | Ligier | Mugen-Honda MF301HA | G     |               | AUS | BRA | ARG | EUR | SMR | MON | ESP | CAN | FRA | GBR | GER | HUN | BEL | ITA | POR | JPN | 15     | 6.       |
| 1996 | Ligier | Mugen-Honda MF301HA | G     | Olivier Panis | 7   | 6   | 8   | KI  | KI  | 1   | KI  | KI  | 7   | KI  | 7   | 5   | KI  | KI  | 10  | 7   | 15     | 6.       |
| 1996 | Ligier | Mugen-Honda MF301HA | G     | Pedro Diniz   | 10  | 8   | KI  | 10  | 7   | KI  | 6   | KI  | KI  | KI  | KI  | KI  | KI  | 6   | KI  | KI  | 15     | 6.       |

## Forráshivatkozások
1. ↑  Engine Mugen Honda • STATS F1. www.statsf1.com. (Hozzáférés: 2024. október 15.)